# Heligmonevra bengalensis
Heligmonevra bengalensis là một loài ruồi trong họ Asilidae. Heligmonevra bengalensis được Joseph & Parui miêu tả năm 1986. Loài này phân bố ở miền Ấn Độ - Mã Lai.